# Лекавичюс, Линас
Ли́нас Лека́вичюс (лит. Linas Lekavičius; род. 29 ноября 1984, Шилале, Литовская ССР СССР) — литовский профессиональный баскетболист, играющий на позиции разыгрывающего защитника. Выступает за баскетбольный клуб «Университет-Югра».

## Карьера
Родился в городе Шилале, находящийся рядом с Клайпедой. В 15 лет уехал в Америку, где три года отучился в школе, ещё четыре – в American University в Вашингтоне. Играл в баскетбольной команде этого университета.
После учёбы поехал играть в Литву. Сезон получился сложным, получил две серьёзные травмы: на четыре и на два месяца. Затем перебрался в команду «Сумыхимпром» с Украины. Один сезон отыграл за «Днепр», а затем перебрался в «Университет-Югра», где провёл три года и завоевал три серебряные медали Суперлиги.
В январе 2014 года перешёл в «АлтайБаскет».
В июне 2018 года Лекавичюс вернулся в «Университет-Югра».

## Достижения

### Клубные
- Чемпион Суперлиги: 2016/2017
- Серебряный призёр Суперлиги (4): 2010/2011, 2011/2012, 2012/2013, 2017/2018

### В составе сборной Литвы
- Серебряный призёр Чемпионата мира (до 19 лет): 2003
- Бронзовый призёр Чемпионата Европы (до 20 лет): 2004